# Quintus Caecilius Metellus Pius
Quintus Caecilius Metellus Pius was een lid van de Romeinse, invloedrijke tak Metellus van de gens Caecilia. Hij was de enige zoon van Quintus Caecilius Metellus Numidicus, geboren rond 127 v.Chr.. Hij diende als legatus onder Lucius Cornelius Sulla. Nadat Sulla verbannen werd, vluchtte Pius naar Afrika. In 83 v.Chr. keerde hij terug naar Rome en hielp Sulla om de Burgeroorlog te winnen, waarna Sulla tot dictator werd benoemd. Als dank voor zijn hulp werd Pius tot pontifex maximus benoemd. In 80 v.Chr. werd hij ook tot consul verkozen, en als proconsul naar Spanje gezonden. Nadat hij een aantal rebellen in Iberia had verslagen, keerde hij triomferend terug naar Rome, waar hij in 63 v.Chr. stierf.